# The Price of Fame (album)
The Price of Fame è il quinto album in studio del rapper statunitense Bow Wow, pubblicato nel 2006.

## Tracce
1. Intro – 0:21
2. Price of Fame – 2:38
3. 4 Corner (feat. Lil Scrappy, Pimp C, Short Dawg & Lil Wayne) – 5:28
4. Outta My System (feat. T-Pain & Johntá Austin)
5. How You Move It – 3:53
6. Shortie Like Mine (feat. Chris Brown & Johntá Austin) – 4:28
7. Don't Know About That (feat. Coke J & Young Capone) – 3:50
8. Tell Me – 3:34
9. Damn Thing (feat. Da Brat) – 2:43
10. Bet That (feat. Khleo Thomas) – 3:45
11. On Fiya – 3:52
12. Give It to You – 3:10

Traccia bonus
1. I'm a Flirt (feat. R. Kelly) – 4:36

## Classifiche
| Classifica (2007) | Posizione raggiunta |
| ----------------- | ------------------- |
| Stati Uniti       | 6                   |